# Сейфульмулюк (опера)
«Сейфульмулюк» (азерб. Seyfəl mülk) — опера 1915 года азербайджанского композитора Мешади Джамиля Амирова. Либретто (на азербайджанском) написано поэтом Мирзой Кадыром Исмаилзаде, известным под псевдонимом «Вюсаги» (отец поэта Микаила Мушфига).
Впервые опера была поставлена в 1915 году в Елизаветполе (ныне — Гянджа), а через год — на сцене Тифлисского театра оперы (ныне — Грузинский театр оперы и балета им. Палиашвили). Режиссёром-постановщиком оперы был Сидги Рухулла. Роли в опере исполняли такие певцы как ханенде Меджид Бейбутов (отец народного артиста СССР Рашида Бейбутова), народный артист СССР Бюльбюль, ханенде Малыбейли Хамид и др. Согласно афишам тех лет, дирижёром оперы был сам композитор Мешади Джамиль Амиров. В этом году опера ставилась не только в Тифлисе, но и в некоторых других городах Закавказья. Сведения об этих гастролях имеются в 304-м номере газеты «Коммунист» от 1957 года и в 61-м номере газеты «Бакинский рабочий» от 16 марта 1988 года.